# Bloodshot (fumetto)
Bloodshot è un personaggio dei fumetti della casa editrice statunitense Valiant Entertainment. Viene creato dagli autori Kevin Van Hook (testi) e Yvel Guichet (disegni) sull'albo Eternal Warrior n. 4 del novembre 1992 (data di copertina).
Dato l'interesse suscitato presso i lettori gli viene dedicata una serie regolare nel 1993 dal titolo Bloodshot, che vede ai testi Kevin Van Hook e ai disegni Don Perlin. Si tratta di un supersoldato potenziato dalla nanotecnologia. Il suo corpo viene infatti alterato dalla trasfusione di micro-macchine denominate nanities. Tra il 1993 e il 1996, l'alter-ego del personaggio è Angelo Mortalli. Quando la Valiant Comics viene venduta alla Acclaim Entertainment le sue origini vengono modificate e il soggetto dell'esperimento diviene Raymond Garrison. Dopo il fallimento della Acclaim Comics, i personaggi Valiant sono acquisiti negli anni duemila da una compagnia denominatasi Valiant Entertainment. Il rilancio di Bloodshot avviene nel 2012 con una serie regolare che funge da reboot.
Attualmente l'edizione italiana è curata dalla Star Comics. La Sony Pictures ha acquisito i diritti per una trasposizione cinematografica del personaggio distribuendo l'omonimo film (Bloodshot) nel 2020 con protagonista Vin Diesel e alla regia Dave Wilson.